# Friedenthal (Nümbrecht)
Friedenthal ist ein Ortsteil von Nümbrecht im Oberbergischen Kreis im südlichen Nordrhein-Westfalen innerhalb des Regierungsbezirks Köln.

## Lage und Beschreibung
Der Ort liegt im Tal der Bröl zwischen den Nümbrechter Ortsteilen Marienberghausen im Norden und Röttgen im Süden, an der Landesstraße 350. Der Ort liegt in Luftlinie rund 5,1 km westlich vom Ortszentrum von Nümbrecht entfernt.

## Bus und Bahnverbindungen

### Linienbus
Haltestelle: Friedenthal-Müllerhof
- 324 Nümbrecht, Wiehl (OVAG, Schulbus)